# Ace Hood
Antoine McColister, född 11 maj 1988 i Port St. Lucie, Florida, mer känd under artistnamnet Ace Hood, är en amerikansk rappare. Han är signerad till DJ Khaleds skivbolag We The Best Music.

## Diskografi

### Studioalbum
- Gutta (2008)
- Ruthless (2009)
- Blood, Sweat & Tears (2011)
- Trials & Tribulations (2013)